# Canoa/kayak ai Giochi della XV Olimpiade - K2 1000 metri maschile
La competizione del K2 1000 metri di Canoa/kayak ai Giochi della XV Olimpiade si è disputata il giorno 28 luglio 1952 al bacino del Taivallahti a Helsinki.

## Programma
| Data           | Ora   | Round    | Note                |
| -------------- | ----- | -------- | ------------------- |
| 28 luglio 1952 | 11:15 | Batterie | I primi 3 in finale |
| 28 luglio 1952 | 18:20 | Finale   |                     |

## Risultati

### Batterie
| Pos. | Nazione          | Atleti                            | Tempo  |
| ---- | ---------------- | --------------------------------- | ------ |
| 1    | Svezia           | Lars Glassér Ingemar Hedberg      | 3'51"7 |
| 2    | Finlandia        | Kurt Wires Yrjö Hietanen          | 3'53"0 |
| 3    | Danimarca        | Egon Dyg Andreas Lind             | 3'53"3 |
| 4    | Unione Sovietica | Anatoly Troshenkov Igor Kuznetsov | 3'54"0 |
| 5    | Cecoslovacchia   | Jan Matocha Otakar Kroutil        | 3'56"3 |
| 6    | Italia           | Eligio Valentino Pio Vennettilli  | 4'03"8 |
| 7    | Gran Bretagna    | Frank Prout Roland Prout          | 4'07"6 |

| Pos. | Nazione     | Atleti                             | Tempo  |
| ---- | ----------- | ---------------------------------- | ------ |
| 1    | Austria     | Maximilian Raub Herbert Wiedermann | 3'55"2 |
| 2    | Germania    | Gustav Schmidt Helmut Noller       | 3'55"7 |
| 3    | Norvegia    | Ivar Mathisen Knut Østby           | 3'58"2 |
| 4    | Saar        | Heinrich Heß Kurt Zimmer           | 4'01"4 |
| 5    | Svizzera    | Anton Kuster Hans Straub           | 4'14"9 |
| 6    | Lussemburgo | Johnny Lucas Léon Roth             | 4'21"6 |

| Pos. | Nazione     | Atleti                                    | Tempo  |
| ---- | ----------- | ----------------------------------------- | ------ |
| 1    | Paesi Bassi | Cornelis Koch Jan Klingers                | 3'54"3 |
| 2    | Ungheria    | István Granek János Kulcsár               | 3'54"5 |
| 3    | Francia     | Maurice Graffen Marcel Renaud             | 3'54"8 |
| 4    | Belgio      | Frans Van Den Berghen Albert Van De Vliet | 3'59"2 |
| 5    | Stati Uniti | Thomas Horton John Eiseman                | 4'02"9 |
| 6    | Canada      | Robert Cordner George Ward                | 4'27"5 |

### Finale
| Pos.    | Nazione     | Atleti                             | Tempo  |
| ------- | ----------- | ---------------------------------- | ------ |
| Oro     | Finlandia   | Kurt Wires Yrjö Hietanen           | 3'51"1 |
| Argento | Svezia      | Lars Glassér Ingemar Hedberg       | 3'51"1 |
| Bronzo  | Austria     | Maximilian Raub Herbert Wiedermann | 3'51"4 |
| 4       | Germania    | Gustav Schmidt Helmut Noller       | 3'51"8 |
| 5       | Norvegia    | Ivar Mathisen Knut Østby           | 3'54"7 |
| 6       | Francia     | Maurice Graffen Marcel Renaud      | 3'55"1 |
| 7       | Ungheria    | István Granek János Kulcsár        | 3'55"1 |
| 8       | Paesi Bassi | Cornelis Koch Jan Klingers         | 3'55"8 |
| 9       | Danimarca   | Egon Dyg Andreas Lind              | 3'59"3 |